# What a beautiful moment Tour
『What a beautiful moment Tour』（ワット・ア・ビューティフル・モーメント・ツアー）は、日本の音楽ユニット・ZARDが2004年に開催した全国ツアーである。ボーカル坂井泉水の生前に開催された唯一の全国ツアーとなった。ここでは、2005年と2020年にリリースされた映像作品についても記述する。

## 概要
1991年のデビューから14年目となる2004年に開催された、ZARDとして最初で最後の全国ツアーである。10thアルバム「止まっていた時計が今動き出した」を引っさげたホールツアーであり、2004年3月2日に大阪府のフェスティバルホールで開幕した。当初は2会場3公演の予定であったが、追加公演が組み込まれ、最終的には9会場11公演となった。同年7月23日に東京都の日本武道館で閉幕した。
東京国際フォーラムでの公演の映像を中心に構成されたDVD作品『What a beautiful moment』が2005年6月8日に発売された。このDVD作品については#What a beautiful moment（2005年の映像作品）の節に記述する。
2020年には、翌年2月に迎えるデビュー30周年を前にした「ZARD 30周年YEAR」企画のひとつとして、2005年に発売されたDVDの映像をフルHD化した映像が『ZARD LIVE 2004 "What a beautiful moment Tour" Full HD Edition』と題して全国の映画館で上映された。当初は、2月10日から4月にかけて47都道府県の映画館で順次上映されるという企画であったが、新型コロナウイルス感染症（COVID-19）の流行を受け、一部の上映が予定通り実施されない事態となった。その後、6月27日から7月初旬にかけて、各地の映画館で改めて上映された。
ZARDのBlu-ray作品を求める多数の要望を受け、本ツアーの映像をフルHD化して再編集した映像が収録されたBlu-ray作品『ZARD LIVE 2004 "What a beautiful moment" [30th Anniversary Year Special Edition]』が2020年10月7日に発売された。このBlu-ray作品については#ZARD LIVE 2004 "What a beautiful moment" 30th Anniversary Year Special Edition（2020年の映像作品）の節に記述する。

## ツアー日程・会場
本ツアーは、2004年の3月2日から7月23日にかけて実施された。当初は3月9日までの2会場3公演のみ予定されていたが、8つの追加公演が行われ、最終的には9会場11公演の規模となった。
| 月日         | 都道府県 | 会場                                 | 備考     |
| ------------ | -------- | ------------------------------------ | -------- |
| 3月2日 (火)  | 大阪府   | 大阪フェスティバルホール             |          |
| 3月8日 (月)  | 東京都   | 東京国際フォーラム・ホールA          |          |
| 3月9日 (火)  | 東京都   | 東京国際フォーラム・ホールA          |          |
| 4月5日 (月)  | 兵庫県   | 神戸国際会館・こくさいホール         | 追加公演 |
| 4月8日 (木)  | 神奈川県 | パシフィコ横浜・国立大ホール         | 追加公演 |
| 4月30日 (金) | 大阪府   | 大阪フェスティバルホール             | 追加公演 |
| 5月8日 (土)  | 青森県   | 青森市文化会館・大ホール             | 追加公演 |
| 5月10日 (月) | 宮城県   | 仙台サンプラザ・ホール               | 追加公演 |
| 6月2日 (水)  | 愛知県   | 名古屋国際会議場・センチュリーホール | 追加公演 |
| 6月11日 (金) | 福岡県   | 福岡サンパレス・ホール               | 追加公演 |
| 7月23日 (金) | 東京都   | 日本武道館                           | 追加公演 |

## What a beautiful moment（2005年の映像作品）
『What a beautiful moment』は、日本の音楽ユニット・ZARDの1作目の映像作品。2005年6月8日にリリースされた。

### 概要
- 本ツアーの映像が収録されたDVD作品。ZARDのライブ映像を収録した作品は、本作が初めてである。本作は、主に東京国際フォーラム公演の映像で構成されている。
- 当初は2004年9月8日に発売予定であったが、日本武道館公演の模様も収録するということで発売が延期された。
- 坂井泉水にとっては生涯でただひとつのコンサート映像DVD作品となった。
- 実際のステージでは、1曲目「揺れる想い」の次に「眠れない夜を抱いて」と「IN MY ARMS TONIGHT」の2曲がメドレーで歌われたが、本作では未収録となっている。また、ツアー最終日の日本武道館の公演においてのみ、当時の新曲であった「かけがえのないもの」が披露されたが、本作には収録されなかった。いずれも映像の有無は不明である。

### 収録曲

#### Disc. 1
編曲：大賀好修（「永遠」のみ池田大介）
※はキーを半音下げた曲。
1. Opening：「永遠 (What a beautiful moment Tour Opening Ver.)」（Instrumental）
2. 「揺れる想い」※
3. 「この愛に泳ぎ疲れても」
4. 「もう少し あと少し…」※
5. 「あの微笑みを忘れないで」
6. 「世界はきっと未来の中」
7. 「You and me (and…)」※
8. 「もっと近くで君の横顔見ていたい」
9. 「明日を夢見て」
10. 「瞳閉じて」※
11. 「心を開いて」
12. 「あなたを感じていたい」※
13. 「愛が見えない」※
14. 「Today is another day」※
15. 「来年の夏も」※
16. 「My Baby Grand 〜ぬくもりが欲しくて〜」
17. 「君がいない」
「Today is another day」（Alternate Version）
メンバー紹介 - 「Good-bye My Loneliness」〜「君に逢いたくなったら…」〜「きっと忘れない」（それぞれInstrumental）
18. 「マイ フレンド」
19. 「負けないで」
20. 「pray」
21. 「止まっていた時計が今動き出した」※
22. 「Don't you see!」

#### 特典Disc
- EXTRA SHOTS IN TOUR PART. 1
- EXTRA SHOTS IN TOUR PART. 2
- PHOTO BOOK
- DISCOGRAPHY

## ZARD LIVE 2004 "What a beautiful moment" 30th Anniversary Year Special Edition（2020年の映像作品）
『ZARD LIVE 2004 "What a beautiful moment" [30th Anniversary Year Special Edition]』は、日本の音楽ユニット・ZARDの9作目の映像作品。2020年10月7日にリリースされた。

### 概要
- 本ツアーの映像が収録されたBlu-ray作品。ZARDとして初めてのBlu-ray作品である[9]。Blu-ray化にあたり、ツアー映像がフルHD化された上で再編集された[6]。
- ZARDの映像作品のBlu-ray化を求める多数の要望に応える形で発売された[10]。
- 2005年発売のDVDや2020年に映画館で上映されたものは、全国ライブツアーの記録という観点で編集されており、ライブ映像に加えてツアーの裏側を収めたメイキング映像が含まれていたが、これらに対して本作はライブに特化したものになっており、演奏シーンのみが続けて収録されている[9][10][11]。
- ZARDのトリビュートバンドであるSARD UNDERGROUNDの2ndアルバム『ZARD tribute II』が同日に発売された[9]。SARD UNDERGROUNDはビーイング傘下のGIZA Studioに所属しており、ビーイング系アーティストとしてZARDの後輩に当たる。

### 収録曲
1. 「揺れる想い」
2. 「この愛に泳ぎ疲れても」
3. 「もう少し あと少し…」
4. 「あの微笑みを忘れないで」
5. 「世界はきっと未来の中」
6. 「You and me (and…)」
7. 「もっと近くで君の横顔見ていたい」
8. 「明日を夢見て」
9. 「瞳閉じて」
10. 「心を開いて」
11. 「あなたを感じていたい」
12. 「愛が見えない」
13. 「Today is another day」
14. 「来年の夏も」
15. 「My Baby Grand 〜ぬくもりが欲しくて〜」
16. 「君がいない」
17. 「マイフレンド」
18. 「負けないで」
19. 「pray」
20. 「止まっていた時計が今動き出した」
21. 「Don't you see!」

特典映像
Live Making

## 参加ミュージシャン
- ZARD
  - 坂井泉水：ボーカル
- バンドメンバー
  - 大賀好修：編曲（ライブ・アレンジメント）、エレクトリック・ギター、アコースティック・ギター
  - 綿貫正顕：エレクトリック・ギター
  - 岡本仁志：エレクトリック・ギター
  - 麻井寛史：ベース
  - 古井弘人：キーボード
  - 大楠雄蔵：キーボード
  - 岩井勇一郎：アコースティック・ギター、コーラス
  - 大田紳一郎：アコースティック・ギター、コーラス
  - SATIN DOLL（Megu、Miki、Kayo）：コーラス
  - 岡崎雪：コーラス
  - 高久知也：ヴァイオリン
  - 鈴木央紹：サクソフォーン
  - 勝田一樹：サクソフォーン
  - 車谷啓介：パーカッション
  - デヴィッド・ブラウン：ドラム
  - 大藪拓：マニピュレーター
  - 兼松宏尚：マニピュレーター
  - 池田大介：オープニングSEアレンジメント